# Juli Furtado
Juliana ("Juli") Furtado (New York, 4 april 1967) is een Amerikaans voormalig mountainbikester van Portugese afkomst. Ze vertegenwoordigde de Verenigde Staten bij de Olympische Spelen van 1996 in Atlanta, waar mountainbike zijn olympische debuut maakte. Daar eindigde ze op de tiende plaats in de eindrangschikking.
Furtado begon haar loopbaan als alpineskiër, maar maakte eind jaren tachtig de overstap naar de mountainbikesport. Zij is de enige die wereldkampioen werd op zowel het onderdeel cross-country (1990) als op de afdaling (1992). Daarnaast won Furtado driemaal op rij het eindklassement in de wereldbeker MTB: 1993-1995. Furtado was ook actief op de weg.

## Erelijst

### Mountainbike
1990
- Wereldkampioen (Cross Country)

1991
- 1e in WB-wedstrijd Bassano del Grappa
- 1e in WB-wedstrijd Manosque
- 1e in WB-wedstrijd Traverse City
- 3e in WB-wedstrijd Mont-Sainte-Anne
- 1e in WB-wedstrijd Park City
- 2e WB-eindklassement

1992
- 2e in WB-wedstrijd Klosters
- 2e in WB-wedstrijd Mount Snow
- 2e in WB-wedstrijd Vail
- Wereldkampioen (Downhill)
- 3e in WB-wedstrijd Houffalize
- 1e in WB-wedstrijd Mont-Sainte-Anne
- 1e in WB-wedstrijd Mammoth Lakes

1993
- 1e in WB-wedstrijd Barcelona
- 1e in WB-wedstrijd Bassano del Grappa
- 1e in WB-wedstrijd Berlijn
- 1e in WB-wedstrijd Mammoth Lakes
- 1e in WB-wedstrijd Mount Snow
- 1e in WB-wedstrijd Vail
- 1e in WB-wedstrijd Houffalize
- 1e in WB-wedstrijd Mont-Sainte-Anne
- 1e in WB-wedstrijd Bromont
- 1e WB-eindklassement

1994
- 2e in WB-wedstrijd Elba
- 1e in WB-wedstrijd Mammoth Lakes
- 1e in WB-wedstrijd Mount Snow
- 2e in WB-wedstrijd Silverstar
- 1e in WB-wedstrijd Madrid
- 1e in WB-wedstrijd Houffalize
- 1e in WB-wedstrijd Plymouth
- 1e in WB-wedstrijd Mont-Sainte-Anne
- 1e WB-eindklassement

1995
- 1e in WB-wedstrijd Cairns
- 3e in WB-wedstrijd Houffalize
- 1e in WB-wedstrijd Mammoth Lakes
- 1e in WB-wedstrijd Mont-Sainte-Anne
- 1e in WB-wedstrijd Mount Snow
- 1e in WB-wedstrijd Vail
- 1e in WB-wedstrijd Madrid
- 1e WB-eindklassement

1996
- 2e in WB-wedstrijd Lissabon
- 1e in WB-wedstrijd Mt.Helen
- 2e in WB-wedstrijd Houffalize
- 2e in WB-wedstrijd Sankt-Wendel
- 10e Olympische Spelen

- Library of Congress Control Number: n97068002
- Virtual International Authority File: 58366386
- WorldCat: E39PBJmxXDgt3mJkYfJqpVMHG3